# سوادا باکونتس
سوادا آلکساندری باکونتس (ارمنی: Սևադա Ալեքսանդրի Բակունց؛  زادهٔ ۲۰ اوت ۱۹۲۵ - درگذشته ۳۱ مهٔ ۱۹۸۳) یک پزشک و فیزیولوژیست اهل ارمنستان بود.

## زندگی‌نامه
در ۲۰ اوت ۱۹۲۵ در گوریس به دنیا آمد و از دانشگاه پزشکی دولتی ایروان (۱۹۵۰) فارغ‌التحصیل شد. آکسل باکونتس پدر وی بود. وی در انستیتو فیزیولوژی لوون اوربلی فعالیت می‌کرد. وی عضو مکاتبه‌ای فرهنگستان ملی علوم ارمنستان (۱۹۶۸) بود. وی همچنین برنده دانشمند شایسته ارمنستان شوروی (۱۹۴۵) شده است. وی در ۳۱ مهٔ ۱۹۸۳ در سن ۵۷ سالگی در ایروان درگذشت.

## یادداشت
1. ↑  բժշկական գիտությունների դոկտոր